# Elseworlds

Logo de la collection.

Elseworlds est le nom d'une collection de DC Comics dont les récits placent les héros de l'univers DC dans un contexte différent, dans un autre monde, différent de la continuité classique de DC Comics. À la différence de la série What if? de Marvel, Elseworld n'est pas une publication régulière mais est conçu comme un label apposé tant à des romans graphiques qu'à des annuals.

## Présentation
Le premier titre Elseworlds fut Gotham by Gaslight (1989), écrit par Brian Augustyn et dessiné par Mike Mignola, qui présente Batman chassant Jack l’Éventreur dans une Gotham City de l’époque victorienne. Le titre ne devait pas être publié en tant qu’Elseworlds à l’origine, mais son succès mena à la création du label et ce titre fut déclaré rétroactivement le premier récit Elseworlds. Le premier livre à présenter le logo des Elseworlds fut Batman : Holy Terror (en) en 1991. En 1994, le label Elseworlds fut utilisé comme thème des éditions des annuals de l’été de cette même année.
DC a publié sporadiquement différents titres Elseworlds entre 1989 et 2003. En août 2003, l’éditeur Mike Carlin mentionna que DC avait réduit la production des récits Elseworlds dans le but de « leur donner un nouveau lustre ». Plusieurs titres furent annoncés comme récits Elseworlds avant cela, tel que Superman & Batman: Generations 4 et The Teen Titans Swingin' Elseworlds Special, mais ils furent annulés. Le récit des Teen Titans sortit finalement en janvier 2008 sous le titre Teen Titans Lost Annual.
En septembre 2009, Dan DiDio révéla le retour du label des Elseworlds en tant que série sous le Format Prestige, avec comme approche de prendre les concepts de bases et les origines des personnages DC et de les modifier de diverses manières. La seule histoire Elseworlds publiée lors de cette initiative fut la mini-série en trois numéros de Superman: The Last Family of Krypton, publiée d’août à octobre 2010 et qui raconte l’histoire du bébé Kal-El atteignant la Terre avec sa mère et son père et de comment le monde gère l’apparition d’une famille aux super-pouvoirs.

### Dans la continuité
Bien que le label Elseworlds fut créé pour présenter des histoires séparées de la continuité DC, les concepts des différents récits Elseworlds furent incorporés dans la continuité à différentes reprises.
La mini-série The Kingdom de 1999 amena la mini-série Kingdom Come dans la continuité comme une partie des lignes temporelles alternatives connues comme l’Hypertime (en), lequel inclus certains des mondes alternatifs dépeints dans différents Elseworlds.
Un nouveau Multivers fut introduit à la conclusion de la série hebdomadaire 52 qui inclut des mondes alternatifs qui furent vus précédemment dans des titres Elseworlds.

## Liste des parutions (non exhaustive)

### Batman
- 1989 : Batman : Gotham au XIXe siècle (A Tale Of The Batman: Gotham by Gaslight). (Scénario : Brian Augustyn - Dessins : Mike Mignola - Couleurs : David Hornung). Durant l'ère victorienne, Bruce Wayne affronte Jack l'éventreur.
- 1990 : Justice digitale (Batman: Digital Justice), n°1. (Scénario et dessins : Pepe Moreno)
- 1991 : Batman Vampire (Tales of the Multiverse: Batman – Vampire),1991-1999 (Scénario : Doug Moench - Dessins : Kelley Jones) : Un Batman vampirisé affronte Dracula.
  - 1. Batman et Dracula : Pluie de sang (Batman and Dracula: Red Rain), 1991
  - 2. L'Héritage de Dracula (Batman: Bloodstorm), 1994
  - 3. La Brume pourpre (Batman: Crimson Mist), 1998
- 1997 : Thrillkiller (Thrillkiller), n°1-3. (Scénario : Howard Chaykin - Dessins : Dan Brereton)
- 1999 : Batman: Nosferatu. (Scénario : Jean-Marc Lofficier, Randy Lofficier - Dessins : Ted McKeever)
- 2000 : La Tragédie du Démon (Batman & Demon: A Tragedy). (Scénario : Alan Grant - Dessins : Jim Murray)
- 2000 : La Malédiction qui s'abattit sur Gotham (Batman: The Doom That Came to Gotham), n°1-3, 2000-2001. (Scénario : Mike Mignola, Richard Pace - Dessins : Troy Nixey)
- 2006 : Année 100 (Batman: Year 100), n°1-4. (Scénario et dessins : Paul Pope)

### Superman
- 1993 : Superman: Speeding Bullets. (Scénario : John Marc DeMatteis - Dessins : Eduardo Barreto)
- 1995 : Superman: Kal. (Scénario : Dave Gibbons - Dessins : José Luis García-López)
- 1998 : Superman: Distant Fires. (Scénario : Howard V. Chaykin - Dessins : Gil Kane)
- 1999 : Son of Superman. (Scénario : Howard Chaykin et David Tischman, dessin : J.H. Williams III, encrage : Mick Gray). 15 ans après la disparition de Superman, son fils Jon Kent découvre ses pouvoirs, et devra faire son chemin entre les terroristes Supermen, la Ligue de justice d'Amérique et Lex Luthor.
- 1999 : Superman : War of the Worlds. (Scénario : Roy Thomas, dessin : Michael Lark). Le Superman des origines doit faire face à l'invasion martienne.
- 2000 : Superman : Last Son of Earth, n°1-2. (Scénario : Steve Gerber, dessin : Doug Weathley, couleurs : Chris Chuckry). Le jeune Clark Kent est envoyé dans l'espace pour échapper à la destruction de la Terre et est recueilli par Jor-El sur Krypton.
- 2003 : Superman : Last Stand on Krypton. (Scénario : Steve Gerber, dessin : Doug Weathley, couleurs : Chris Chuckry). Suite de Superman : Last Son of Earth : Après avoir contribué à reconstruire la civilisation terrestre, Kal-El retourne sur Krypton.
- 2003 : Superman: Red Son (Superman: Red Son). (Scénario : Mark Millar - Dessins : Dave Johnson et Kilian Plunkett). La fusée emportant Kal-El sur terre atterrit en U.R.S.S. Celui-ci devient un apparatchik, puis le dirigeant du régime communiste.

### Wonder Woman
- 1997 : Wonder Woman: Amazonia. (Scénario : William Messner-Loebs - Dessins : Phil Winslade). Durant l'ère victorienne, Wonder Woman affronte Jack l'éventreur.
- 2003 : Wonder Woman: The Blue Amazon. (Scénario : Jean-Marc Lofficier, Randy Lofficier - Dessins : Ted McKeever)

### Les équipes
- 1995 : League of Justice, n°1-2, 1995-1996. (Scénario  dessins : Ed J. Hannigan)
- 1996 : Kingdom Come (Kingdom Come). (Scénario : Mark Waid - Dessins : Alex Ross). Les héros classiques se sont retirés, laissant la place à une nouvelle génération plus violente.
- 1997 : Elseworld's Finest, n°1-2. (Scénario : John Francis Moore - Dessins : Kieron Dwyer)
- 1997 : Justice Riders. (Scénario : Chuck Dixon - Dessins : James H. Williams III)
- 1998 : Le Clou (JLA: the Nail), n°1-3. (Scénario et dessins : Alan Davis). Superman n'est pas recueilli par les Kent, mais par une famille de mormon. Il ne révèle pas ses pouvoirs et ne rejoint pas la JLA.
- 2000 : JLA: Act of God, n°1-3, 2000-2001. (Scénario : Doug Moench - Dessins : David H. Ross)

## Accueil critique
Les plus célèbres de ces récits sont :
- Batman : Gotham au XIXe siècle : IGN Comics a classé Gotham by Gaslight 11e sur sa liste des 25 plus grands romans graphiques sur Batman[9]. Le récit a été adapté en film d'animation en 2018.
- Batman et Dracula : Pluie de sang : IGN Comics a classé Pluie de Sang 6e sur sa liste des 25 plus grands romans graphiques sur Batman[9].
- Justice League of America : Le Clou : Le récit a été nommé pour le Prix Eisner de la "Meilleure Série Limitée" en 1999[10].
- Kingdom Come : Le récit gagna le Prix Eisner de la "Meilleure Série Limitée" en 1997[11] et le Prix Micheluzzi de la "Meilleure série ou minisérie américaine"[12]. Le site CBR le classe premier de sa liste des "Plus Grandes Histoires Elseworlds jamais racontées"[13]. Cette série a été prolongée dans Kingdom et a été évoquée dans des numéros de la série JSA.
- Superman: Red Son : Le site CBR le classe 4e de sa liste des "Plus Grandes Histoires Elseworlds jamais racontées"[13].

## Dans les autres médias

### Univers DC
Dans le cadre du renouveau du l'univers cinématographique DC dirigé par Peter Safran et James Gunn depuis 2022, plusieurs films — The Batman, Joker — et séries — Superman et Loïs, The Penguin — sont labellisées Elseworlds et n'évolueront pas dans le même univers partagé.

### Films d'animation
Plusieurs des récits ont été adaptés dans le cadre des DC Universe Animated Original Movies :
- 2018 : Batman: Gotham by Gaslight réalisé par Sam Liu.
- 2020 : Superman: Red Son réalisé par Sam Liu.

### Télévision
Le quatrième crossover annuel des séries du Arrowverse est intitulé Elseworlds et inclus The Flash, Arrow et Supergirl. Ce crossover introduit Batwoman, Gotham City, Nora Fries et Lois Lane dans le Arrowverse. Il a été diffusé du 9 au 11 décembre 2018 sur The CW.

## Publications

### Éditions américaines
Depuis 2016, DC Comics propose une édition réunissant tous les titres Elseworlds :
- Elseworlds : Batman
  - Tome 1 (2016,  (ISBN 978-1-4012-6074-3) ) : contient Batman: Holy Terror, Batman: Dark Allegiances, Batman: Dark Joker – The Wild, Batman: In Darkest Knight, Robin 3000 n°1-2.
  - Tome 2 (2016,  (ISBN 978-1-4012-6982-1) ) : contient Batman & Dracula: Red Rain, Batman: Bloodstorm et Batman: Crimson Mist.
  - Tome 3 (2018,  (ISBN 978-1-4012-6596-0) ) : contient Batman: Brotherhood Of The Bat, Batman: Scar Of The Bat, Batman: Dark Knight Dynasty, Batman: Manbat.

- Elseworlds : Justice League
  - Tome 1 (2016,  (ISBN 978-1-4012-6377-5) ) : contient League Of Justice n°1-2, Justice Riders, Elseworld’s Finest n°1-2, Elseworld’s Finest: Supergirl & Batgirl, Titans: Scissors Paper Stone et Wonder Woman: Amazonia.
  - Tome 2 (2017,  (ISBN 978-1-4012-6855-8) ) : contient JLA: Act Of God n°1-3, Superman: Metropolis, Batman: Nosferatu et Wonder Woman: Blue Amazon, Elseworlds 80-Page Giant.
  - Tome 3 (2019,  (ISBN 978-1-4012-8791-7) ) : contient Conjurors n°1-3, Flashpoint n°1-3, Superman and Batman: World's Funnest n°1, JLA: Created Equal n°1-2 et Green Lantern: 1001 Emerald Knights n°1.

- Elseworlds : Superman
  - Tome 1 (2018,  (ISBN 978-1-4012-7118-3) ) : contient Superman: Speeding Bullets, Superman: Kal, Superman: Distant Fires, Superman: A Nation Divided, Superman, Inc. et Superman: War Of The Worlds.
  - Tome 2 (2018,  (ISBN 978-1-4012-8893-8) ) : contient Superman/Wonder Woman: Whom Gods Destroy n°1-4 et Superman: The Dark Side n°1-3.